# Je suis dans les mers du Sud
Je suis dans les mers du Sud sous-titré sur les traces de Paul Gauguin, est un essai de Jean-Luc Coatalem publié le 3 octobre 2001 aux éditions Grasset et ayant reçu le Prix des Deux Magots l'année suivante.

## Éditions
- Je suis dans les mers du Sud, éditions Grasset, 2001  (ISBN 2-246-58561-9).